# Asthenoctenus
Asthenoctenus es un género de arañas araneomorfas de la familia Ctenidae. Se encuentra en Sudamérica.

## Lista de especies
Según The World Spider Catalog 12.0:
- Asthenoctenus borellii Simon, 1897
- Asthenoctenus hingstoni (Mello-Leitão, 1948)
- Asthenoctenus longistylus Brescovit & Simó, 1998